# Сенегал на Светском првенству у атлетици у дворани 2012.
Сенегал је учествовао на Светском првенству у атлетици у дворани 2012. одржаном у Истанбулу од 9. до 11. марта тринаести пут. Репрезентацију Сенегал представљао је један такмичар, који је такмичио у скоку удаљ.
Сенегал није освојио ниједну медаљу  а постигнут је лични рекорд сезоне. У табели успешности према броју и пласману такмичара који су учествовали у финалним такмичењима (првих 8 такмичара) Сенегал је са 1 учесником у финалу делила 35. место са 4 бода.
| Плас. | Земља   | 1. место | 2. место | 3. место | 4. место | 5. место | 6. место | 7. место | 8. место | Бр. финал. | Бод. |
| ----- | ------- | -------- | -------- | -------- | -------- | -------- | -------- | -------- | -------- | ---------- | ---- |
| =53.  | Сенегал | 0        | 0        | 0        | 0        | 1        | 0        | 0        | 0        | 1          | 4    |

## Учесници
Мушкарци:
- Ндис Каба Бађи — Скок удаљ

## Резултати

### Мушкарци
| Атлетичар      | Дисциплина | Лични рекорд | Квалификације | Квалификације | Финале   | Финале | Детаљи |
| Атлетичар      | Дисциплина | Лични рекорд | Резултат      | Место         | Резултат | Место  | Детаљи |
| -------------- | ---------- | ------------ | ------------- | ------------- | -------- | ------ | ------ |
| Ндис Каба Бађи | Скок удаљ  | 7,82 НР      | 7,93 кв       | 6             | 7,97 ЛРС | 5 / 15 |        |